# Muhammad Saleh Thattvi

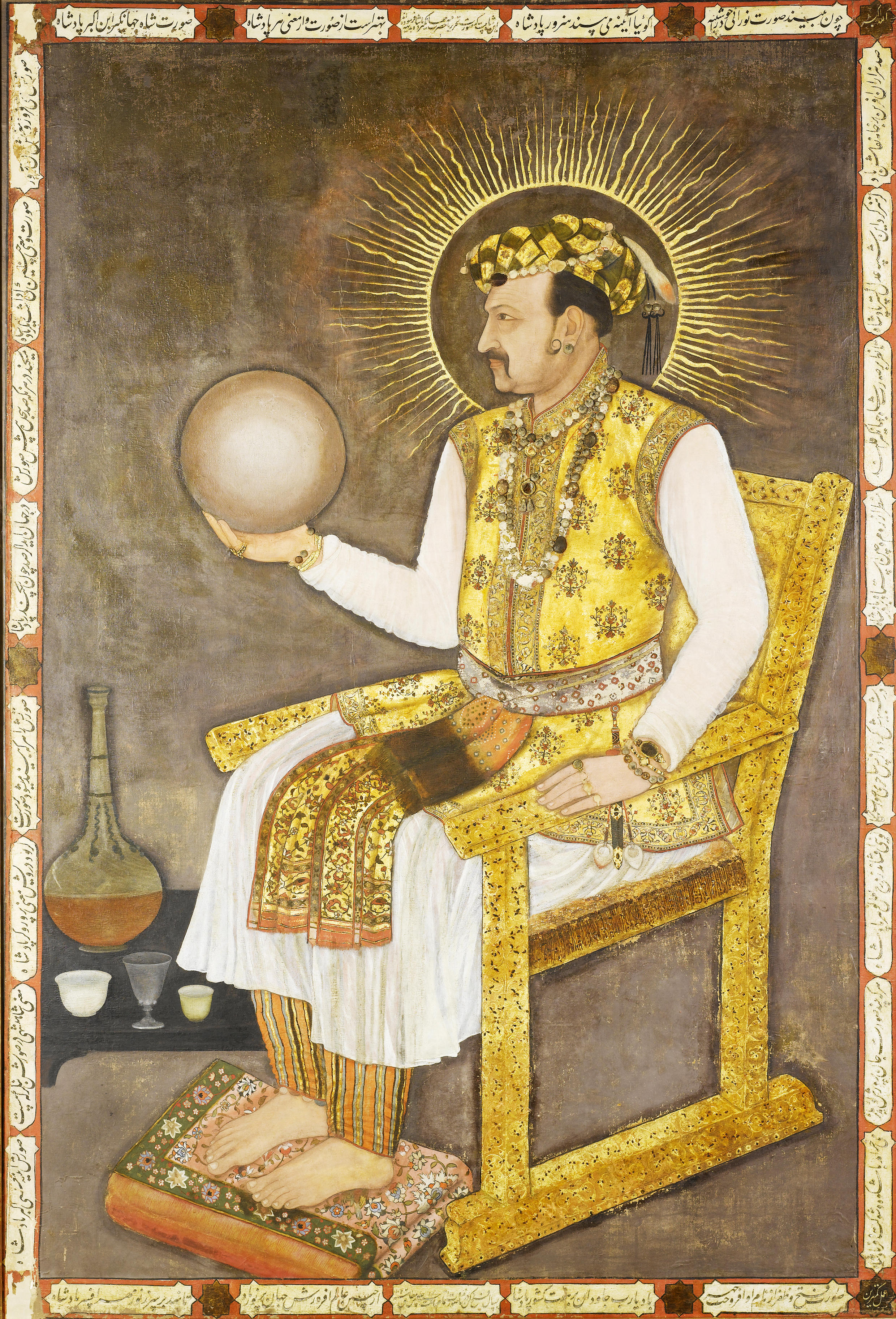
Un retrato detallado de Jahangir sosteniendo un globo probablemente hecho por Muhammad Saleh Thattvi, (pintura por: Abul Hasan, Nadir al-Zaman (datado 1617 dC)

Muhammad saleh Thattvi (1074 AH/1663-64 dC), fue un metalúrgico, astrónomo, geómetra y artesano mogol, nacido en Thatta, Sind, durante el reinado del emperador mogol Shah Jahan y el gobierno del Nawab Mirza Ghazi Beg de Sindh. En aquellos años los jóvenes con conociementos sobre el metal eran reclutados y enviados a la corte mogola en Agra.

## Globo celestial
En 1559, Muhammad Saleh Thattvi encabezó la tarea de crear un globo celestial de una pieza mediante un molde a la cire perdue. El globo celestial de Muhammad Saleh Tahtawi fue decorado con inscripciones en árabe y persa.  Veinte réplicas fueron producidas en Lahore y Cachemira, siendo considerado un hito en la metalurgia.

## Legado
Según los historiadores, la primera persona para crear un globo celestial de una pieza en el imperio mogol fue Ali  Kashmiri ibn Luqman en (998 AH/1589-90 dC). El artesano fue autor de muchas obras maestras durante el reinado del emperador Akbar, bajo cuyo gobierno llegó dicho arte a la ciudad de Lahore. Pero la mayoría de dichos globos fueron producidos durante el reinado de Shah Jahan por Muhammad Salih Tahtawi en (1074 AH/1665 dC), siendo además de interés por sus inscripciones en árabe y persa. La fabricación de globos celestiaes perduró en Lahore hasta mediados del siglo XIX.